# 알바트로스과
알바트로스과 또는 신천옹과(信天翁科)는 슴새목의 조류로, 알바트로스(albatross 앨버트로스[*])로 불린다. 남반구의 바다와 북태평양에 분포하며, 북대서양에는 분포하지 않지만 화석 기록이 있기도 하고 종종 흩어진 무리가 목격되기도 한다.
알바트로스과의 조류는 날개를 펼치면 가장 큰 조류이다. 남방알바트로스속의 종은 날개를 펼친 길이가 가장 길다. 현재 알바트로스는 4속으로 분류되고 있지만, 종의 숫자에 대해서는 논란이 있다. 날개를 편 길이가 3~4m이며 활공을 통해 날개짓을 하지 않고도 오랫동안 비행한다. 매년 짝짓기 철이 되면 수많은 무리들이 한 곳에 모이지만 일생 동안 단 한 상대하고만 짝을 짓는다.
골프의 알바트로스는 알바트로스(Albatross)에서 따온 것이다.

## 하위 종
- Diomedea
  - 나그네알바트로스 (Diomedea exulans)
  - Diomedea antipodensis
  - Diomedea amsterdamensis
  - Diomedea dabbenea
  - Diomedea sanfordi
  - 로열알바트로스 (Diomedea epomophora)
- Thalassarche
  - Thalassarche chlororhynchos
  - Thalassarche carteri
  - Thalassarche bulleri
  - Thalassarche cauta
  - Thalassarche steadi
  - Thalassarche eremita
  - Thalassarche salvini
  - Thalassarche impavida
  - Thalassarche chrysostoma
  - Thalassarche melanophrys
- Phoebastria
  - 알바트로스 (Phoebastria albatrus)
  - 갈라파고스알바트로스 (Phoebastria irrorata)
  - 검은등알바트로스 (Phoebastria immutabilis)
  - Phoebastria nigripes
- Phoebetria
  - Phoebetria fusca
  - Phoebetria palpebrata